# Porto Walter
Porto Walter è un comune del Brasile nello Stato dell'Acre, parte della mesoregione di Vale do Juruá e della microregione di Cruzeiro do Sul.